# Segol (nicude)
| Segol |        |
| ֶ |        |
| IPA | ɛ ou e̞ |
| transliteração                                                                                                   | é      |
| exemplo em português                                                                                             | pé     |
| Som similar | zeire  |
| Exemplo |        |
| שֶׁל |        |
| A palavra hebraica para de em hebraico, shel. Os três pontos são um Segol.                                       |        |
| Outros Nicude |        |
| Shva · Hiriq · Zeire · Segol · Patach · Kamatz · Holam · Dagesh · Mappiq · Shuruk · Kubutz · Rafe · Sin/Shin Dot |        |

Segol  (em hebraico:  סֶגּוֹל  ) é um nicude hebraico, um sinal diacrítico que caracteriza uma vogal. É representado por três pontos formando um triângulo equilátero com um dos vértices virado para baixo.Como tal representa o fonema /e/ que é similar ao é da palavra portuguesa pé
No hebraico moderno, um segol tem o mesmo som de um zeire, assim como o Hataf Segol' (em hebraico:  חֲטַף סֶגּוֹל   "Segol reduzido").

## Pronunciação
A tabela a seguir contém a pronunciação e transliteração de diferentes segols em formas reconstruídas de dialetos históricos usando o Alfabeto Fonético Internacional (IPA). A transcrição em IPA está acima da transliteração abaixo.
As letras Bet "ב" e Het "ח" usadas nesta tabela são apenas para fins demonstrativos. Qualquer letra pode ser usada.
| Símbolo    | Nome            | Pronunciação        | Pronunciação | Pronunciação | Pronunciação | Pronunciação | Pronunciação | Pronunciação |
| Símbolo    | Nome            | Hebraico Israelense | Ashkenazi    | Sephardi     | Yemenito     | Tiberiano    | reconstruído | reconstruído |
| Símbolo    | Nome            | Hebraico Israelense | Ashkenazi    | Sephardi     | Yemenito     | Tiberiano    | Mishnaic     | Biblical     |
| ---------- | --------------- | ------------------- | ------------ | ------------ | ------------ | ------------ | ------------ | ------------ |
| בֶ          | Segol           | [e̞]                 | ?            | ?            | ?            | [ɛ, ɛː]      | ?            | ?            |
| בֶי, בֶה, בֶא | Segol מָלֵא(malê) | [e̞]                 | ?            | ?            | ?            | [ɛː]         | ?            | ?            |
|            |                 |                     |              |              |              |              |              |              |
| חֱ          | Hataf Segol     | [e̞]                 | ?            | ?            | ?            | [ɛ̆]          | ?            | ?            |

Em adição, uma letra com Segol ou Zeire com uma letra Yud frequentemente faz o som de "ei" (também pronunciado "ey") assim como em "amei"

## Comparação do comprimento da vogal
Ao adicionar dois pontos verticais (sh'va) a vogal é pronunciada de maneira muito curta. Entretanto, esses comprimentos de vogal não são manifestados no hebraico moderno.
| Tabela de comparação | Tabela de comparação | Tabela de comparação | Tabela de comparação | Tabela de comparação | Tabela de comparação |
| Comprimento da vogal | Comprimento da vogal | Comprimento da vogal | IPA                  | Transliteração       | English exemplo      |
| Longo                | Curto                | Muito curto          | IPA                  | Transliteração       | English exemplo      |
| -------------------- | -------------------- | -------------------- | -------------------- | -------------------- | -------------------- |
| ֵ                     | ֶ                     | ֱ                     | [e̞]                  | e                    | tempo                |
| Zeire                | Segol                | Segol Reduzido       | [e̞]                  | e                    | tempo                |

## Codificação Unicode
| Glyph | Unicode | Name        |
| ----- | ------- | ----------- |
| ֶ      | U+05B6  | SEGOL       |
| ֱ      | U+05B1  | HATEF SEGOL |